# Ignacio Carlos González
Ignacio Carlos González Cavallo (Sarandí, Provincia de Buenos Aires, 17 de diciembre de 1971), también conocido como Nacho González, es un exfutbolista y entrenador argentino. Se desempeñaba como arquero y se inició en Racing Club. Se caracterizó por ser habitual pateador de penaltis, haciendo 14 goles en su carrera. En la Selección de fútbol de Argentina jugó cuatro partidos en 1997. Actualmente se encuentra sin equipo tras dejar el Club Atlético All Boys de la Primera B Nacional argentina.

## Trayectoria

### Como jugador
Su primer equipo fue el Racing Club, donde estuvo seis años (desde las temporadas 1991 en el Torneo Clausura de ese año ya que en 1990 fue arquero de la reserva en el Torneo Apertura de esa misma temporada como tercer arquero a 1997 como primer arquero finalizando su vínculo en el Torneo Clausura de ese mismo año). En esas temporadas consiguió ser el primer arquero en meter un gol de la historia del club, así como el primero en convertir dos goles de penal en un partido en la Primera División de Argentina.
En 1998 se marchó al Newell's Old Boys, donde sólo estuvo un año, hacia fines de ese año abandonó Argentina para fichar por la Unión Deportiva Las Palmas, equipo español que militaba en Segunda División. No tuvo una buena primera temporada en España, y por ello, en 1999, el club amarillo lo cedió al Pachuca CF mexicano, donde por primera vez en su carrera y en la historia del club fue campeón. 
En 2000 vuelve a la U. D. Las Palmas ya en Primera. En dos temporadas es titular habitualmente y marca 6 tantos de tiro de penalti. Con estos goles también fue pionero al ser el primer portero en convertir dos goles en un partido de la Primera División española y en meter un gol de la historia de U. D. Las Palmas. Asimismo convirtió el gol número mil en la Liga 2000-01 de España.
Tras el descenso del club a Segunda División en 2002 se queda 6 meses más, para finalmente regresar a Argentina, y fichar por Estudiantes de La Plata. Allí está 6 meses, y en 2003 se marcha otros 6 meses a Nueva Chicago, y posteriormente a Unión Española de Chile.
En 2005, cuando jugaba en Unión Española, agredió al árbitro Enrique Osses, por lo que fue sancionado por la ANFP con 22 fechas de castigo, habiendo de arreglar su salida del club chileno, esto le vino en el peor momento ya que era el arquero titular del cuadro hispano (que unos meses después saldría campeón en ese torneo). Tras unos meses suspendido, Nacho ficha para Arsenal Fútbol Club.
En 2006, la U. D. Las Palmas asciende a Segunda División y Nacho González regresa a Gran Canaria cuatro años después. Tras dos temporadas en las que alterna titularidad con suplencia, el 10 de junio de 2008 anuncia su retirada como jugador, pasando a formar parte del cuerpo técnico del club amarillo en categorías inferiores.

### Como entrenador
Tras su retirada y su paso por inferiores de la U. D. Las Palmas se inició como entrenador asistente. El 4 de diciembre de 2008 fue nombrado entrenador ayudante de Javier Vidales al frente del primer equipo del club canario, tras el cese de Juan Manuel Rodríguez.
En 2010 se unió al Club Atlético Lanús para trabajar en la formación y entrenamiento de arqueros. En enero de 2012 se incorporó, en la misma función, al cuerpo técnico de Alfio Basile en su club de origen, Racing Club, donde permaneció durante otros dos años como técnico de las divisiones formativas. 
Su primera experiencia como director técnico fue en Racing en el Torneo Inicial 2013, en un partido contra Estudiantes de La Plata, aunque de forma interina reemplazando a Carlos Ischia. En 2017 se enfrentó a su primera experiencia como primer entrenador tomando la responsabilidad del Atlético Venezuela C.F., club de la Primera División de Venezuela. Al finalizar la fase regular del Torneo Apertura 2017 se desvinculó del club.
El 14 de agosto de 2017 se incorporó como entrenador de All Boys de cara al Campeonato de Primera B Nacional 2017-18. El 12 de febrero dejó el club de mutuo acuerdo debido a los pobres resultados que dejaban al equipo a tres puntos de la zona de descenso tras la fecha catorce.

## Selección nacional
Fue primer arquero en el Sudamericano Sub-20 de 1991 en Venezuela, bajo la dirección técnica de Reinaldo Carlos Merlo.
Luego participó en cuatro ocasiones con la absoluta albiceleste, todas en el año 1997, incluida la Copa América. Perdió la titularidad tras recibir una dura sanción por dar un cabezazo a un rival en un encuentro contra Bolivia.

### Participaciones en Copa América
| Copa              | Sede    | Resultado        | Partidos | Goles |
| ----------------- | ------- | ---------------- | -------- | ----- |
| Copa América 1997 | Bolivia | Cuartos de final | 1        | 0     |

## Estadísticas

### Clubes

#### Como jugador
| Club | Div.          | Temporada     | Liga  | Liga  | Copas nacionales(1) | Copas nacionales(1) | Torneos internacionales(3) | Torneos internacionales(3) | Otros(4) | Otros(4) | Total | Total |
| Club | Div.          | Temporada     | Part. | Goles | Part.               | Goles               | Part.                      | Goles                      | Part.    | Goles    | Part. | Goles |
| --- | ------------- | ------------- | ----- | ----- | ------------------- | ------------------- | -------------------------- | -------------------------- | -------- | -------- | ----- | ----- |
| Racing Club Argentina | 1.ª           | 1990-91       | 0     | 0     | —                   | —                   | —                          | —                          | —        | —        | 0     | 0     |
| Racing Club Argentina | 1.ª           | 1991-92       | 2     | 0     | —                   | —                   | —                          | —                          | —        | —        | 2     | 0     |
| Racing Club Argentina | 1.ª           | 1992-93       | 1     | 0     | —                   | —                   | —                          | —                          | —        | —        | 1     | 0     |
| Racing Club Argentina | 1.ª           | 1993-94       | 22    | 0     | —                   | —                   | 2                          | 0                          | —        | —        | 24    | 0     |
| Racing Club Argentina | 1.ª           | 1994-95       | 36    | 0     | —                   | —                   | 2                          | 0                          | —        | —        | 38    | 0     |
| Racing Club Argentina | 1.ª           | 1995-96       | 36    | 0     | —                   | —                   | 2                          | 0                          | —        | —        | 38    | 0     |
| Racing Club Argentina | 1.ª           | 1996-97       | 28    | 8     | —                   | —                   | —                          | —                          | —        | —        | 28    | 8     |
| Racing Club Argentina | 1.ª           | 1997-98       | 7     | 0     | —                   | —                   | —                          | —                          | —        | —        | 7     | 0     |
| Racing Club Argentina | Total club    | Total club    | 132   | 8     | —                   | —                   | 6                          | 0                          | —        | —        | 138   | 8     |
| Newell's Old Boys Argentina | 1.ª           | 1997-98       | 16    | 0     | —                   | —                   | —                          | —                          | —        | —        | 16    | 0     |
| U. D. Las Palmas · España | 2.ª           | 1998-99       | 8     | 0     | 1                   | 0                   | —                          | —                          | —        | —        | 9     | 0     |
| U. D. Las Palmas · España | 1.ª           | 2000-01       | 30    | 2     | 0                   | 0                   | —                          | —                          | —        | —        | 30    | 2     |
| U. D. Las Palmas · España | 1.ª           | 2001-02       | 28    | 4     | 0                   | 0                   | —                          | —                          | —        | —        | 28    | 4     |
| C. F. Pachuca · México | 1.ª           | I-1999        | 10    | 0     | —                   | —                   | —                          | —                          | 8        | 0        | 18    | 0     |
| C. F. Pachuca · México | 1.ª           | V-2000        | 10    | 0     | —                   | —                   | —                          | —                          | —        | —        | 10    | 0     |
| C. F. Pachuca · México | Total club    | Total club    | 20    | 0     | —                   | —                   | —                          | —                          | 8        | 0        | 28    | 0     |
| Estudiantes de La Plata Argentina | 1.ª           | 2002-03       | 14    | 0     | —                   | —                   | —                          | —                          | —        | —        | 14    | 0     |
| C. A. Nueva Chicago Argentina | 1.ª           | 2003-04       | 12    | 0     | —                   | —                   | —                          | —                          | —        | —        | 12    | 0     |
| Unión Española · Chile | 1.ª           | A-2005        | 2     | 0     | —                   | —                   | —                          | —                          | —        | —        | 2     | 0     |
| Unión Española · Chile | 1.ª           | C-2005        | 14    | 0     | —                   | —                   | —                          | —                          | —        | —        | 14    | 0     |
| Unión Española · Chile | Total club    | Total club    | 16    | 0     | —                   | —                   | —                          | —                          | —        | —        | 16    | 0     |
| Arsenal de Sarandí Argentina | 1.ª           | 2005-06       | 6     | 0     | —                   | —                   | —                          | —                          | —        | —        | 6     | 0     |
| U. D. Las Palmas · España | 2.ª           | 2006-07       | 16    | 0     | 0                   | 0                   | —                          | —                          | —        | —        | 16    | 0     |
| U. D. Las Palmas · España | 2.ª           | 2007-08       | 22    | 0     | 1                   | 0                   | —                          | —                          | —        | —        | 23    | 0     |
| U. D. Las Palmas · España | Total club    | Total club    | 104   | 6     | 2                   | 0                   | —                          | —                          | —        | —        | 106   | 6     |
| Total carrera | Total carrera | Total carrera | 320   | 14    | 2                   | 0                   | 6                          | 0                          | 8        | 0        | 336   | 14    |
| (1) Incluye datos de la Copa del Rey (1998-08). (2) Incluye datos de la Supercopa Sudamericana (1994-96). (3) Incluye datos de la Liguilla del Torneo Invierno (1999). |               |               |       |       |                     |                     |                            |                            |          |          |       |       |

#### Como entrenador
| Club               | País          | Año           | P  | PG | PE | PP | Efect% |
| ------------------ | ------------- | ------------- | -- | -- | -- | -- | ------ |
| Atlético Venezuela | Venezuela     | 2017          | 19 | 7  | 3  | 9  | 42.11% |
| All Boys           | Argentina     | 2017-2018     | 14 | 4  | 3  | 7  | 35.71% |
| Total carrera      | Total carrera | Total carrera | 33 | 11 | 6  | 16 | 39.39% |

## Palmarés

### Como jugador

#### Campeonatos nacionales
| Título           | Club           | País   | Año    |
| ---------------- | -------------- | ------ | ------ |
| Primera División | C. F. Pachuca  | México | I-1999 |
| Primera División | Unión Española | Chile  | A-2005 |